# Anibare
Anibare è un distretto dell'isola di Nauru. Fa parte della circoscrizione elettorale d'Anabar assieme ai distretti di Anabar e Ijuw.
Anibare si trova nella parte orientale dell'isola, è bagnato dall'Oceano Pacifico e confina con i distretti di Ijuw, Anabar, Baiti, Uaboe, Nibok, Buada e Meneng.
Ha una superficie di 3,1 km² e una popolazione di circa 150 abitanti.
Ad Anibare si trova la ominima baia, considerata la più bella spiaggia dell'isola, adatta per il surf ed il nuoto. Vi è inoltre uno dei due hotel del paese, il Meneng Hotel.